# Дарданский мир
Дарданский мир — мирный договор, который заключили Луций Корнелий Сулла и Митридат VI Евпатор, царь Понта в городе Дардании осенью 85 года до н. э. Договор ознаменовал окончание Первой Митридатовой войны, в которой понтийцы потерпели поражение. Условия мира были достаточно мягкими для Понта, и солдаты роптали на Суллу, что тот не покарал Митридата за резню римлян в Азии (а заодно, видимо, и за то, что он не дал им продолжить войну, сулившую немалую добычу), но Сулла также стремился заключить мир в связи с угрозой гражданской войны в Риме.
Согласно договору Митридат VI Евпатор отказывался от агрессивных намерений, освобождал захваченные в Греции и Малой Азии римские провинции, выплачивал контрибуцию в три тысячи талантов и передавал часть флота Сулле.
Дарданский мир был скорее перемирием, и обе стороны понимали это, готовясь к военным действиям. Менее чем через два года началась Вторая Митридатова война.